# جاك بولتون
جاك بولتون (بالإنجليزية: Jack Bolton)‏ (26 أكتوبر 1941 في المملكة المتحدة - 22 فبراير 2021) هو مدرب كرة قدم ولاعب كرة قدم بريطاني في مركز الدفاع. لعب مع إيبسويتش تاون وريث روفرز ونادي دمبرتون ونادي غرينوك مورتون.

## وصلات خارجية
- جاك بولتون على موقع قاعدة بيانات كرة القدم.إي يو (الإنجليزية)